# Lécluse
Pour les articles homonymes, voir Lécluse (homonymie).
Pour l’article ayant un titre homophone, voir L'Écluse.
Lécluse est une commune française située dans le département du Nord, en région Hauts-de-France.

## Géographie

### Localisation
Le territoire de la commune est limitrophe de ceux de six communes, dont cinq dans le département du Pas-de-Calais. Les communes limitrophes sont Tortequesne, Récourt, Hamel, Dury, Écourt-Saint-Quentin et Étaing.
|                        | Tortequesne (Pas-de-Calais) |                                      |
| Étaing (Pas-de-Calais) | Lécluse                     | Hamel                                |
| Dury (Pas-de-Calais)   | Récourt (Pas-de-Calais)     | Écourt-Saint-Quentin (Pas-de-Calais) |

Lécluse est presque complètement entourée de communes du département du Pas-de-Calais. Elle n'est reliée au Nord que par Hamel au Nord-Est.

### Hydrographie

#### Réseau hydrographique
La commune est située dans le bassin Artois-Picardie. Elle est drainée par la Sensée, la rivière  la Sensée et divers autres petits cours d'eau,.
La Sensée, d'une longueur de 27 km, prend sa source dans la commune de Saint-Léger et se jette  dans le canal du Nord à Arleux, après avoir traversé 14 communes.

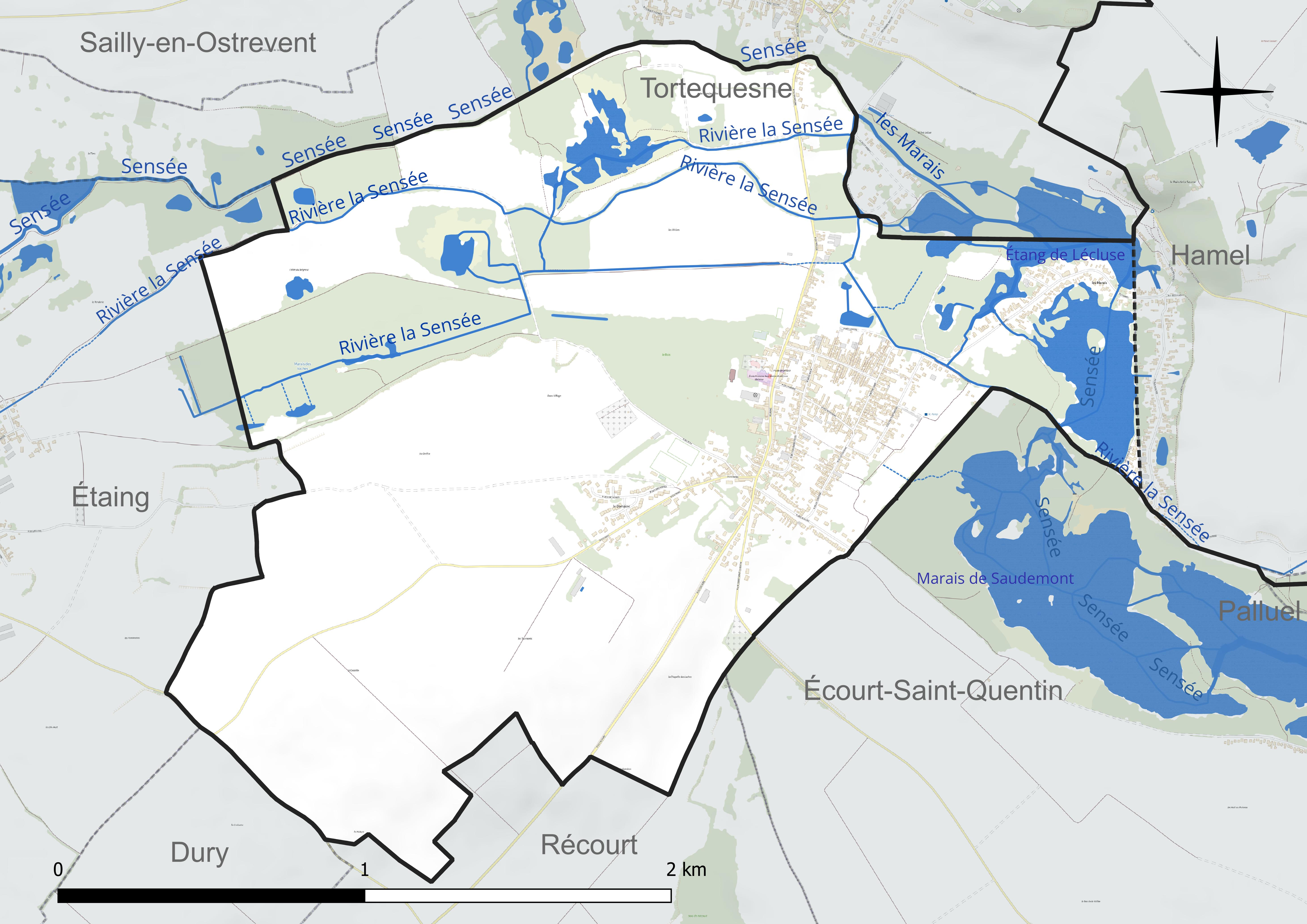
Réseau hydrographique de Lécluse.

Un plan d'eau complète le réseau hydrographique : l'étang de Lécluse, d'une superficie totale de 9,1 ha (4,4 ha sur la commune),.

#### Gestion et qualité des eaux
Le territoire communal est couvert par le schéma d'aménagement et de gestion des eaux (SAGE) « Sensée ». Ce document de planification concerne un territoire de 857 km2 de superficie, délimité par le bassin versant de la Sensée. Le périmètre a été arrêté le 14 janvier 2023 et le SAGE proprement dit a été approuvé le 21 février 2020. La structure porteuse de l'élaboration et de la mise en œuvre est le syndicat mixte Escaut et Affluents (SyMEA).
La qualité des cours d'eau peut être consultée sur un site dédié géré par les agences de l'eau et l'Agence française pour la biodiversité.

### Climat
Pour des articles plus généraux, voir Climat des Hauts-de-France et Climat du Nord.
En 2010, le climat de la commune est de type climat océanique dégradé des plaines du Centre et du Nord, selon une étude du CNRS s'appuyant sur une série de données couvrant la période 1971-2000. En 2020, Météo-France publie une typologie des climats de la France métropolitaine dans laquelle la commune est exposée à un climat océanique et est dans la région climatique Nord-est du bassin Parisien, caractérisée par un ensoleillement médiocre, une pluviométrie moyenne régulièrement répartie au cours de l'année et un hiver froid (3 °C).
Pour la période 1971-2000, la température annuelle moyenne est de 10,6 °C, avec une amplitude thermique annuelle de 14,6 °C. Le cumul annuel moyen de précipitations est de 703 mm, avec 12,1 jours de précipitations en janvier et 9 jours en juillet. Pour la période 1991-2020, la température moyenne annuelle observée sur la station météorologique la plus proche, située sur la commune de Douai à 11 km à vol d'oiseau, est de 11,0 °C et le cumul annuel moyen de précipitations est de 729,2 mm,. Pour l'avenir, les paramètres climatiques de la commune estimés pour 2050 selon différents scénarios d'émission de gaz à effet de serre sont consultables sur un site dédié publié par Météo-France en novembre 2022.

### Milieux naturels et biodiversité

#### Zone naturelle d'intérêt écologique, faunistique et floristique
L'inventaire des zones naturelles d'intérêt écologique, faunistique et floristique (ZNIEFF) a pour objectif de réaliser une couverture des zones les plus intéressantes sur le plan écologique, essentiellement dans la perspective d'améliorer la connaissance du patrimoine naturel national et de fournir aux différents décideurs un outil d'aide à la prise en compte de l'environnement dans l'aménagement du territoire.
Le territoire communal comprend une ZNIEFF de type 1 : le marais des Viviers et des Grandes Billes à Lécluse, d'une superficie de 321 hectares. Ce site se caractérise par une certaine diversité de biotopes dans un marais tourbeux.

## Urbanisme

### Typologie
Au 1er janvier 2024, Lécluse est catégorisée bourg rural, selon la nouvelle grille communale de densité à sept niveaux définie par l'Insee en 2022.
Elle appartient à l'unité urbaine de Lécluse, une agglomération inter-départementale regroupant deux  communes, dont elle est ville-centre,,. Par ailleurs la commune fait partie de l'aire d'attraction de Douai, dont elle est une commune de la couronne,. Cette aire, qui regroupe 61 communes, est catégorisée dans les aires de 50 000 à moins de 200 000 habitants,.

### Occupation des sols
L'occupation des sols de la commune, telle qu'elle ressort de la base de données européenne d'occupation biophysique des sols Corine Land Cover (CLC), est marquée par l'importance des territoires agricoles (59,8 % en 2018), une proportion sensiblement équivalente à celle de 1990 (59,5 %). La répartition détaillée en 2018 est la suivante : 
terres arables (59,8 %), zones urbanisées (14,8 %), zones humides intérieures (13,2 %), forêts (8,5 %), eaux continentales (3,7 %). L'évolution de l'occupation des sols de la commune et de ses infrastructures peut être observée sur les différentes représentations cartographiques du territoire : la carte de Cassini (XVIIIe siècle), la carte d'état-major (1820-1866) et les cartes ou photos aériennes de l'IGN pour la période actuelle (1950 à aujourd'hui).

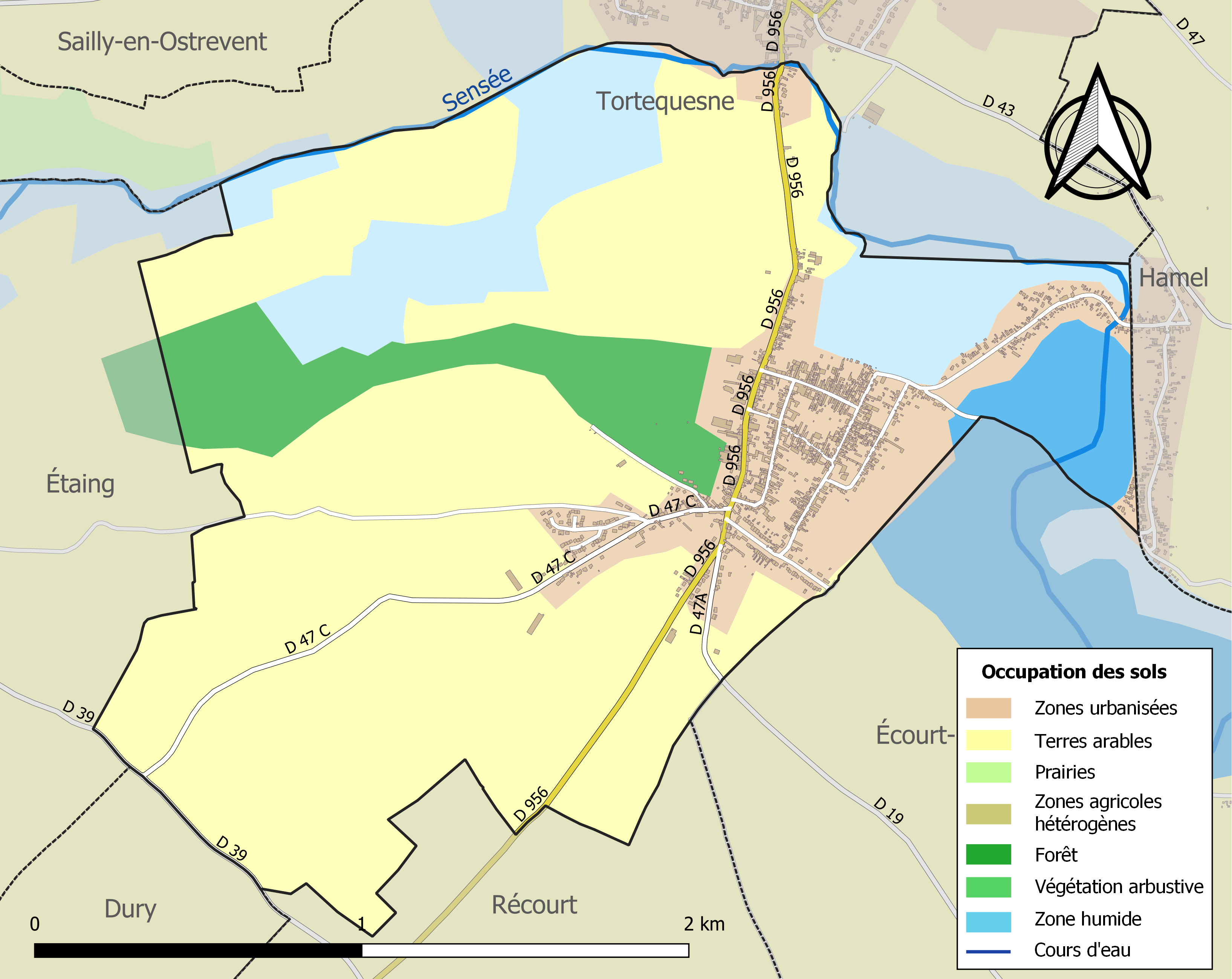
Carte des infrastructures et de l'occupation des sols de la commune en 2018 (CLC).

### Voies de communication et transports
La commune est desservie par la ligne 21 du réseau Évéole.

## Toponymie
Esclusa (1089), Sclusam (1102), Sclusa (1115), Clusa (1179).
Du latin exclusa, « écluse ».

## Histoire
Le village existait déjà à l'époque gallo-romaine car vers 1880, les travaux d'agrandissement d'une sucrerie ont mis au jour des vestiges d'habitations romaines dans les marais qui bordent Lécluse. Le barrage qui donne son nom à la commune détournait la Sensée afin de permettre la traversée des marais. Mal entretenu, il cède et le cours d'eau reprend son tracé initial, recouvrant une chaussée romaine toujours visible sous le niveau de l'eau.
Le 8 prairial an 13 (28 mai 1805), dans une fouille faite au marais de Lécluse, a été retrouvée dans une couche de tourbe, recouverte d'une couche de terre végétale, un vase antique de terre cuite, de forme étrusque, l'anse étant cassée. A la même profondeur , a également été retrouvée une mâchoire de cheval.
En 1102, le village est cité pour la première fois sous le nom Sclusa puis à la fin du XIIe siècle sous le nom d'Exclusa justa Duacum (l'Écluse près de Douai). La localité était appelée Écluse au XIIe siècle, et Ecluse Castrum au XIIIe siècle. Son implantation est due certainement à une légère hauteur de terrain entouré pour plus de la moitié d'eau, de tourbière et de la Sensée où un moulin à farine existait au XIIe siècle.
À la fin du XIe siècle, la seigneurie passe du comte de Boulogne au comte de Flandres. Les fortifications du village et du château fort furent améliorées au début du XIIe siècle par Robert 1er le Frison comte de Flandre.
En 1259, Marguerite de Constantinople transfert la seigneurie à Jean de Dampierre Saint-Dizier. Philippe IV le Bel s'en empare à la fin du XIIIe siècle et à partir de 1369, Lécluse devient une propriété de la maison royale de Bourbon-La Marche. Au XVe siècle, Lécluse est le théâtre de nombreux conflits qui opposent la maison de Bourgogne et la couronne de France. Elle est incendiée en 1486 par Louis XI. Antoine de Croÿ en devient Seigneur jusqu'à sa mort, puis la seigneurie passe à la maison Hornes-Houtekercke.
À la fin du XVIe siècle le château était décrit comme ayant une stature très imposante. Il protégeait l'axe Douai - Bapaume. Il perdit de son importance quand Douai fut annexé par Louis XIV qui fit raser les remparts de Lécluse. Il ne reste aujourd'hui qu'une partie de la motte féodale ainsi qu'une petite partie des remparts.
Lécluse possédait une léproserie (leprosi de Sclusa en 1207). Elle fut transformée par la suite en hôpital, puis en bureau de bienfaisance.
Le village fut pendant quelques années un lieu de villégiatures pour Paul Verlaine, qui séjournait chez sa cousine Élisa Moncomble.

### Faits divers
L'adjoint au maire Albert Lermoyer est assassiné en 1983 d'une balle tirée par une arme de collection, un revolver espagnol du XIXe s de calibre 8 mm. L'affaire est l'une des premières traitées par le juge Halphen. L'arme du crime ne sera jamais retrouvée et le crime reste non élucidée.

## Politique et administration

### Tendances politiques et résultats
Lors du premier tour des élections municipales le 15 mars 2020, quinze sièges sont à pourvoir ; on dénombre 984 inscrits, dont 686 votants (71,16 %), 12 votes blancs (1,75 %) et 658 suffrages exprimés (95,92 %). La liste Ensemble, préparons et vivons l'avenir menée par Rudy Dillies recueille 272 voix (41,34 %), la liste Continuons plus fort pour Lécluse menée par la maire sortante Nicole Descamps-Vottier 224 voix (34,04 %) et la liste Lécluse à l'horizon 2026 menée par l'ancienne maire Isabelle Lepoivre 152 voix (24,62 %). Aucun siège n'est pourvu à l'issue du premier tour,.

### Liste des maires
Maire de1802 à 1807 : Saudemont,.
| Période                                  | Période      | Identité                | Étiquette | Qualité |
| ---------------------------------------- | ------------ | ----------------------- | --------- | ------- |
|                                          |              | René Bernard            |           |         |
|                                          |              | Fernand Varlet          | PCF       |         |
| mars 1983                                | mars 2008    | Marc Cambray            |           |         |
| mars 2008                                | 31 mars 2014 | Isabelle Lepoivre       | PCF       |         |
| mars 2014                                | En cours     | Nicole Descamps-Vottier | SE        |         |
| Les données manquantes sont à compléter. |              |                         |           |         |

## Population et société

### Démographie

#### Évolution démographique
L'évolution du nombre d'habitants est connue à travers les recensements de la population effectués dans la commune depuis 1793. Pour les communes de moins de 10 000 habitants, une enquête de recensement portant sur toute la population est réalisée tous les cinq ans, les populations de référence des années intermédiaires étant quant à elles estimées par interpolation ou extrapolation. Pour la commune, le premier recensement exhaustif entrant dans le cadre du nouveau dispositif a été réalisé en 2006.

En 2022, la commune comptait 1 355 habitants, en évolution de −1,02 % par rapport à 2016 (Nord : +0,51 %, France hors Mayotte : +2,11 %).
| 1793 | 1800  | 1806  | 1821  | 1831  | 1836  | 1841  | 1846  | 1851  |
| ---- | ----- | ----- | ----- | ----- | ----- | ----- | ----- | ----- |
| 860  | 1 319 | 1 412 | 1 536 | 1 708 | 1 639 | 1 691 | 1 687 | 1 672 |

| 1856  | 1861  | 1866  | 1872  | 1876  | 1881  | 1886  | 1891  | 1896  |
| ----- | ----- | ----- | ----- | ----- | ----- | ----- | ----- | ----- |
| 1 666 | 1 730 | 1 718 | 1 764 | 1 790 | 1 806 | 1 629 | 1 696 | 1 702 |

| 1901  | 1906  | 1911  | 1921  | 1926  | 1931  | 1936  | 1946  | 1954  |
| ----- | ----- | ----- | ----- | ----- | ----- | ----- | ----- | ----- |
| 1 690 | 1 655 | 1 659 | 1 268 | 1 366 | 1 416 | 1 388 | 1 306 | 1 426 |

| 1962  | 1968  | 1975  | 1982  | 1990  | 1999  | 2006  | 2011  | 2016  |
| ----- | ----- | ----- | ----- | ----- | ----- | ----- | ----- | ----- |
| 1 482 | 1 531 | 1 522 | 1 710 | 1 667 | 1 589 | 1 520 | 1 402 | 1 369 |

| 2021  | 2022  | - | - | - | - | - | - | - |
| ----- | ----- | - | - | - | - | - | - | - |
| 1 361 | 1 355 | - | - | - | - | - | - | - |

#### Pyramide des âges
La population de la commune est relativement jeune.
En 2018, le taux de personnes d'un âge inférieur à 30 ans s'élève à 33,6 %, soit en dessous de la moyenne départementale (39,5 %). À l'inverse, le taux de personnes d'âge supérieur à 60 ans est de 26,9 % la même année, alors qu'il est de 22,5 % au niveau départemental.
En 2018, la commune comptait 683 hommes pour 692 femmes, soit un taux de 50,33 % de femmes, légèrement inférieur au taux départemental (51,77 %).
Les pyramides des âges de la commune et du département s'établissent comme suit.
| Hommes | Classe d’âge | Femmes |
| ------ | ------------ | ------ |
| 0,7    | 90 ou +      | 1,3    |
| 5,0    | 75-89 ans    | 9,7    |
| 16,4   | 60-74 ans    | 20,6   |
| 21,8   | 45-59 ans    | 17,0   |
| 19,4   | 30-44 ans    | 20,7   |
| 15,4   | 15-29 ans    | 15,0   |
| 21,2   | 0-14 ans     | 15,7   |

| Hommes | Classe d’âge | Femmes |
| ------ | ------------ | ------ |
| 0,5    | 90 ou +      | 1,4    |
| 5,3    | 75-89 ans    | 8,1    |
| 14,8   | 60-74 ans    | 16,2   |
| 19,1   | 45-59 ans    | 18,4   |
| 19,5   | 30-44 ans    | 18,7   |
| 20,7   | 15-29 ans    | 19,1   |
| 20,2   | 0-14 ans     | 18     |

## Culture locale et patrimoine

### Lieux et monuments

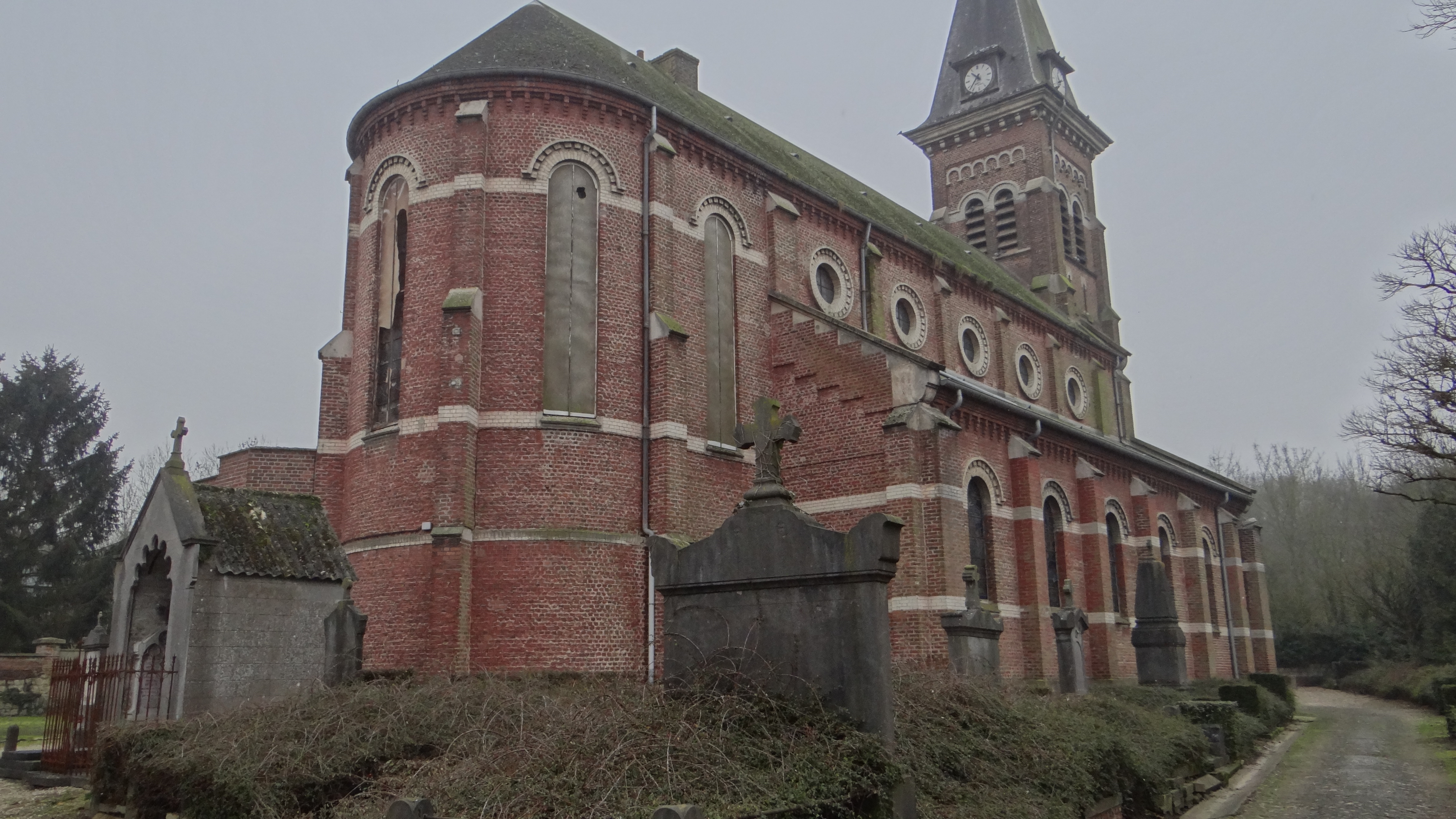
L'église Saint-Vaast.

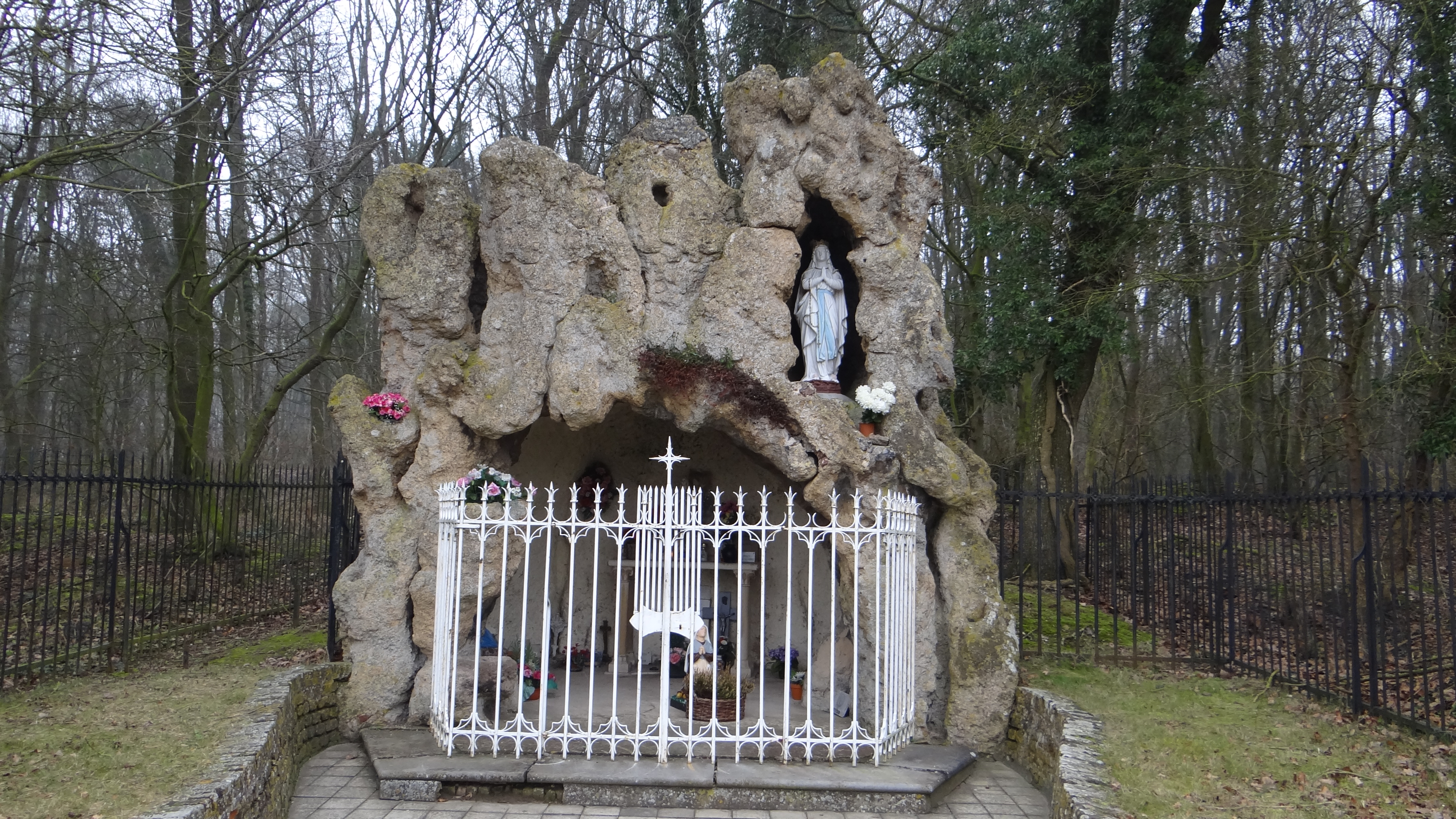
Grotte mariale.

- La pierre du Diable est un menhir de 3,05 m qui domine la vallée de la Sensée. Ce menhir mesurait à l'origine environ 5 m de hauteur, mais fut dynamité par les Allemands en 1918[33]. Elle porte le surnom de "Pierre du Diable" en raison d'une de ses légende. Un fermier aurait assisté à l'incendie de sa grange et aurait passé un pacte avec Satan qui accepte de reconstruire le bâtiment avant le chant du coq à condition que le fermier lui remette son âme. Cependant, le coq est réveillé avant l'aube et surprend le Diable qui laisse tombé le bloc de grès destiné au pignon de l'étable. La pierre porterait encore les marques des griffes du Diable[20]. Une gravure est présente, dessinant une silhouette que certains qualifient de nain, ou de gnome.
- Pierre de la maladrerie
- Église Saint-Vaast se trouve pratiquement à l'emplacement de l'ancien château détruit au XVIIe siècle. Reconstruite en 1925, les plans de l'église correspondent à celle bâtie au XIXe siècle[20].
- Le monument aux morts, dont le sculpteur est Hippolyte Lefèbvre, est situé devant la mairie.
- La chapelle Notre-Dame-de-Lourdes et la chapelle Notre-Dame-de-Délivrance.

### Personnalités liées à la commune
- Ernest Cavro entomologiste

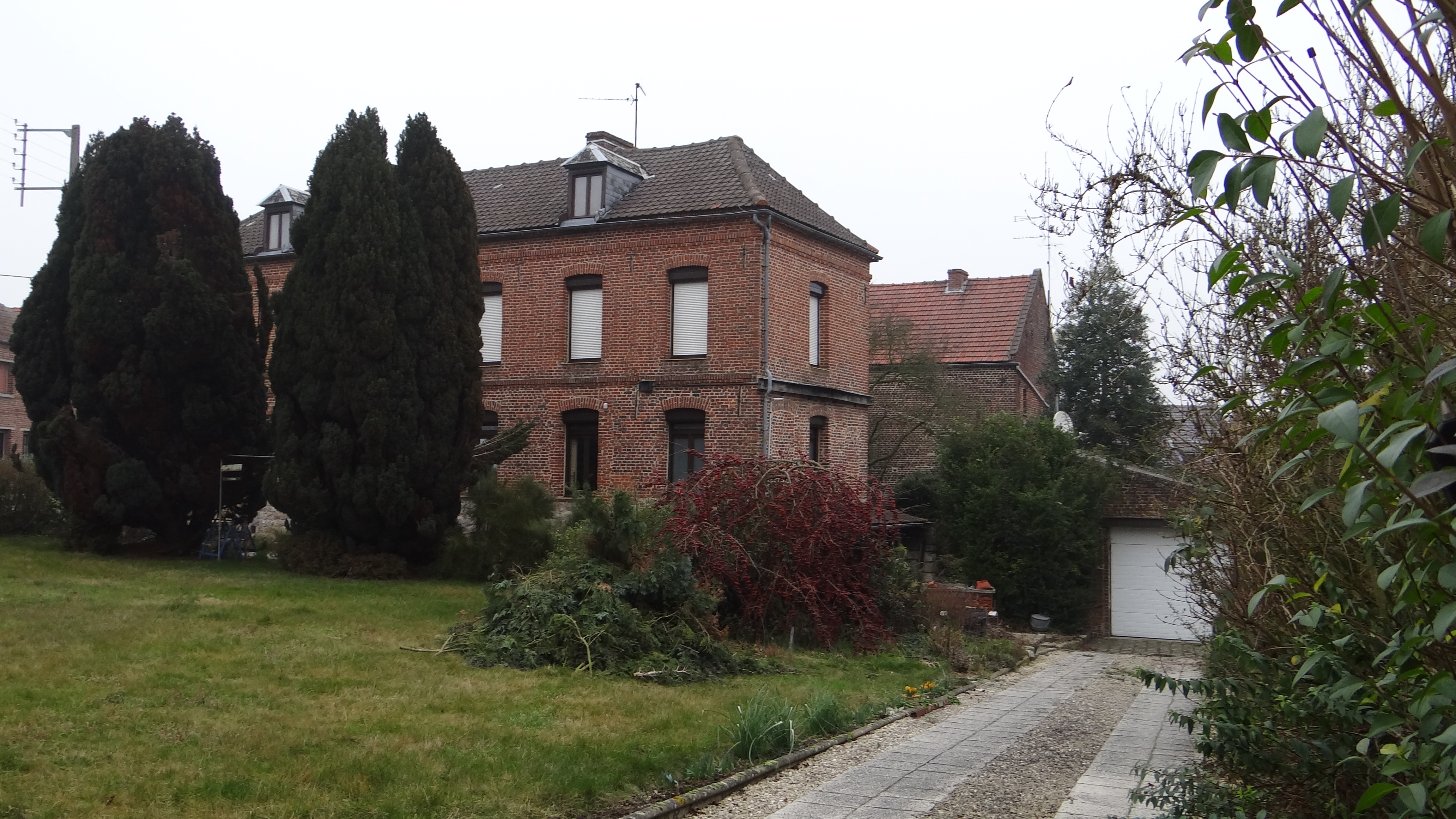
Maison d'Élisa Moncomble-Dujardin où Paul Verlaine séjourna.

- Paul Verlaine se rendit en à l'été 1862 et 1865 en vacances chez sa cousine Élisa-Léocadie Moncomble née à Fampoux le 8/12/1835  décédée le 16 février 1867 à Lécluse à l'âge de 31 ans, fille d'Augustin Moncomble (1798) et de Catherine Adélaïde Dehée (1803-1842). Elle est élevée par sa tante Élisa-Stéphanie-Julie-Joseph Stéphaine (1809-1886) épouse de Nicolas Auguste Verlaine (1798-1865). Élisa épouse Auguste Dujardin en 1858 et vient habiter à Lécluse où elle décédera en 1867. Sa tombe se situe à l'arrière de l'église près du chœur (coordonnées : 50° 16′ 42″ N, 3° 02′ 16″ E).

### Héraldique
|  | Les armes de Lécluse se blasonnent ainsi : "D'azur à trois éperons d'or, la molette en haut." |

## Pour approfondir